# Ferdinand Olivier

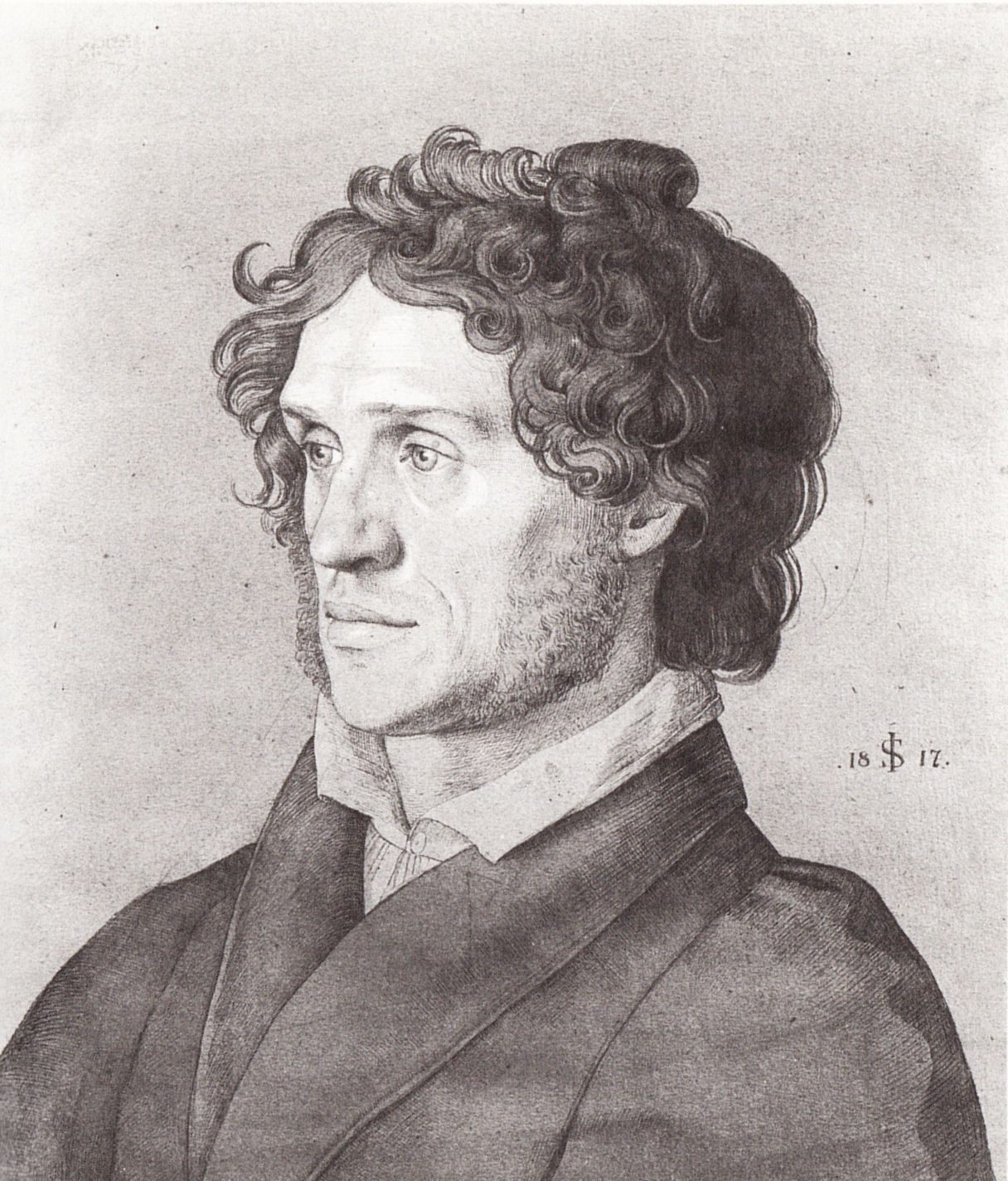
Portret van Ferdinand Olivier, door Julius Schnorr von Carolsfeld, 1817

Johann Heinrich Ferdinand Olivier (Dessau, 1 april 1785 - München, 11 februari 1841) was een Duitse kunstschilder en lithograaf. Hij behoorde tot de stroming van de Nazareners, met stevige wortels in de Duitse romantiek.

## Leven en werk
Olivier was de zoon van een pedagoog en een operazangeres. Hij kreeg privé-onderricht in schilderen en houtsnijden van vooraanstaande Duitse kunstenaars. Na een reis door het Harzgebergte in 1810, samen met zijn broer Friedrich, vestigde hij zich in 1811 te Wenen, waar hij trouwde en een atelier begon. Daar raakte hij bevriend met de leden van het zogenaamde Lukasgilde, de latere Nazareners. Samen met Philipp Veit maakte hij in 1814 een reis door het Salzburger land. Een jaar later herhaalde hij deze reis met onder anderen Julius Schnorr von Carolsfeld.
In de periode dat de belangrijkste Nazareners zich in Rome bevonden, rond 1820, profileerde Olivier zich in Wenen als een belangrijke vertegenwoordiger en pleitbezorger van hun idealen, hetgeen hem als protestant niet altijd in dank werd afgenomen. Zelf zou hij Rome nooit bezoeken.
In 1830 kwam Olivier op voorspraak van Peter von Cornelius naar München, waar hij secretaris en docent werd aan de plaatselijke kunstacademie. In zijn latere jaren wijzigde hij zijn stijl enigszins, met name onder invloed van de barokke Franse schilders Gaspard Dughet en Nicolas Poussin.
Olivier overleed in 1841 te München, op 56-jarige leeftijd. Diverse van zijn werken bevinden zich momenteel in het Museum Behnhaus te Lübeck.

## Galerij

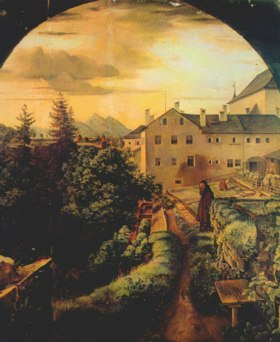
Tuin van het Capucijnerklooster te Salzburg, 1815
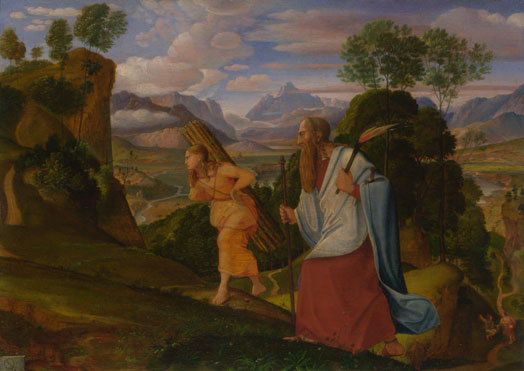
Abraham en Isaac, 1817, National Gallery, Londen
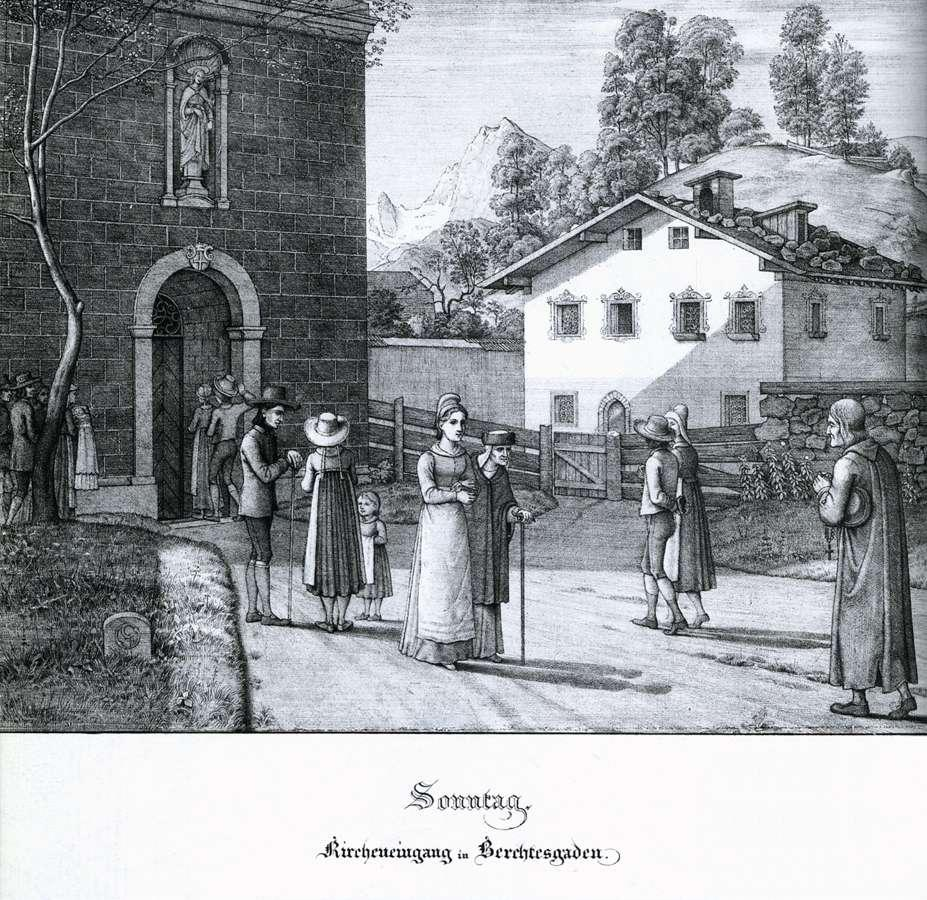
Zondag; ingang van de kerk te Berchtesgaden (litho), 1823, Staatliche Graphische Sammlung, München
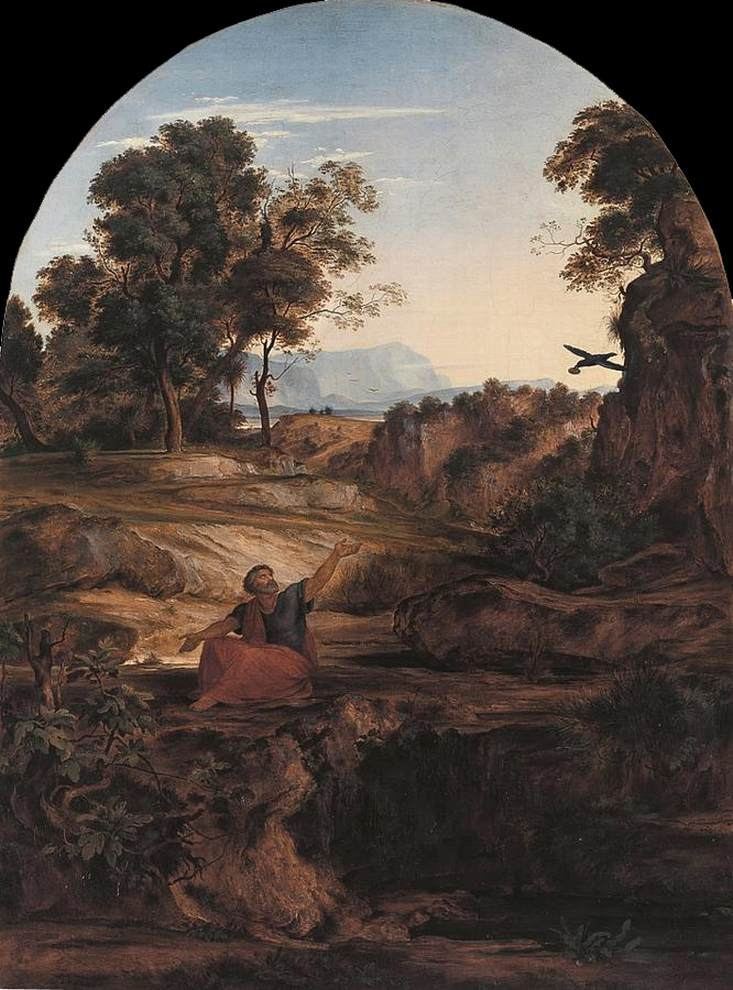
Elia in de wildernis, 1831, Neue Pinakothek, München
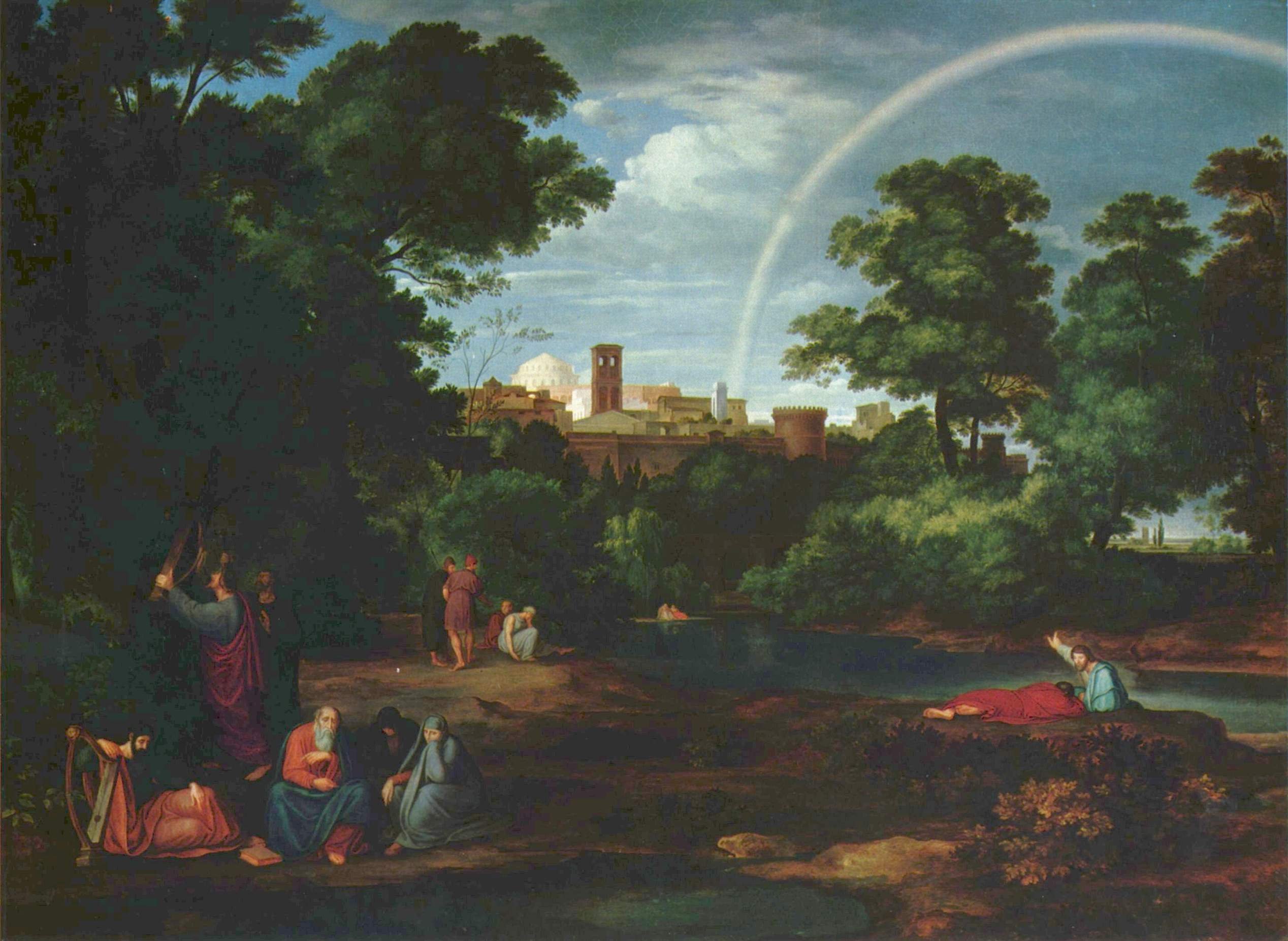
De Joden in Babylonische gevangenschap, 1836 (in de stijl van Poussin), Museum Behnhaus, Lübeck